# Fabian Stang
Fabian Stang (født 19. August 1955) er en norsk advokat og politiker for Høyre. Han har været borgmester (norsk:ordfører) i Oslo fra 2007, genvalgt 2011. Af profession var han først lærer, så advokat.
Stang har været bystyre repræsentant for Høyre siden 1999, og har været fast medlem af Sundhedsudvalget, Transport og Miljøudvalget, Byudviklingsudvalget og Økonomiudvalget. Som borgmester i Oslo, er Stang også formand for Oslo bystyre. 
Stang var i Oslo viceborgmester (varaordfører) fra 29. August 2007 og 17. Oktober samme år byens borgmester.
Fabian Stang er søn af skuespiller Wenche Foss. Han har to sønner fra sit første ægteskab. Han giftede sig igen i juni 2009, med Catharina Munthe.
Stang modtog i 2011 kommandør kors Litauens Order of Merit i statsbesøg fra Litauens præsident 